# 二月八年节
二月八年节，為彝族的紀念性節日，於每年農曆二月初八舉行，為期三天。相傳節日是在紀念民族英雄──密枯。該日，全村男子會集中於村中最高最古的樹，即密枯樹，各戶向此樹供祭一碗米、一塊鹽及茶、酒等。畢摩開祭，殺豬祭祀密枯。祭畢，參祭者共食燒豬肉和豬血稀飯。剩餘豬肉分給各戶以祭祀祖先。節日期間，人們也舉行摔跤、歌舞等娛樂活動。